# Narcissus hannibalis
Narcissus hannibalis är en amaryllisväxtart som beskrevs av Abílio Fernandes. Narcissus hannibalis ingår i släktet narcisser, och familjen amaryllisväxter. Inga underarter finns listade i Catalogue of Life.